# Xerocomellus chrysenteron
Xerocomellus chrysenteron (Pierre Bulliard ex Josef Šutara, 2008), sin. Xerocomus chrysenteron (Pierre Bulliard, 1789/1791),  Xerocomus chrysenteron (Lucien Quélet, 1888), numit în popor hrib de mușchi sau hrib auriu, este o specie de ciuperci comestibile din încrengătura Basidiomycota în familia Boletaceae și de genul Xerocomellus. Acest burete coabitează, fiind un simbiont micoriza (formând micorize pe rădăcinile de arbori). În România, Basarabia și Bucovina de Nord se dezvoltă, mereu în grupuri, deseori în masă (în regiuni montane mai rar), prin păduri de conifere și de foioase, la margini de pădure sau prin luminișuri, chiar și în parcuri, în special pe mușchi, începând în iunie până în octombrie (noiembrie).

## Descriere

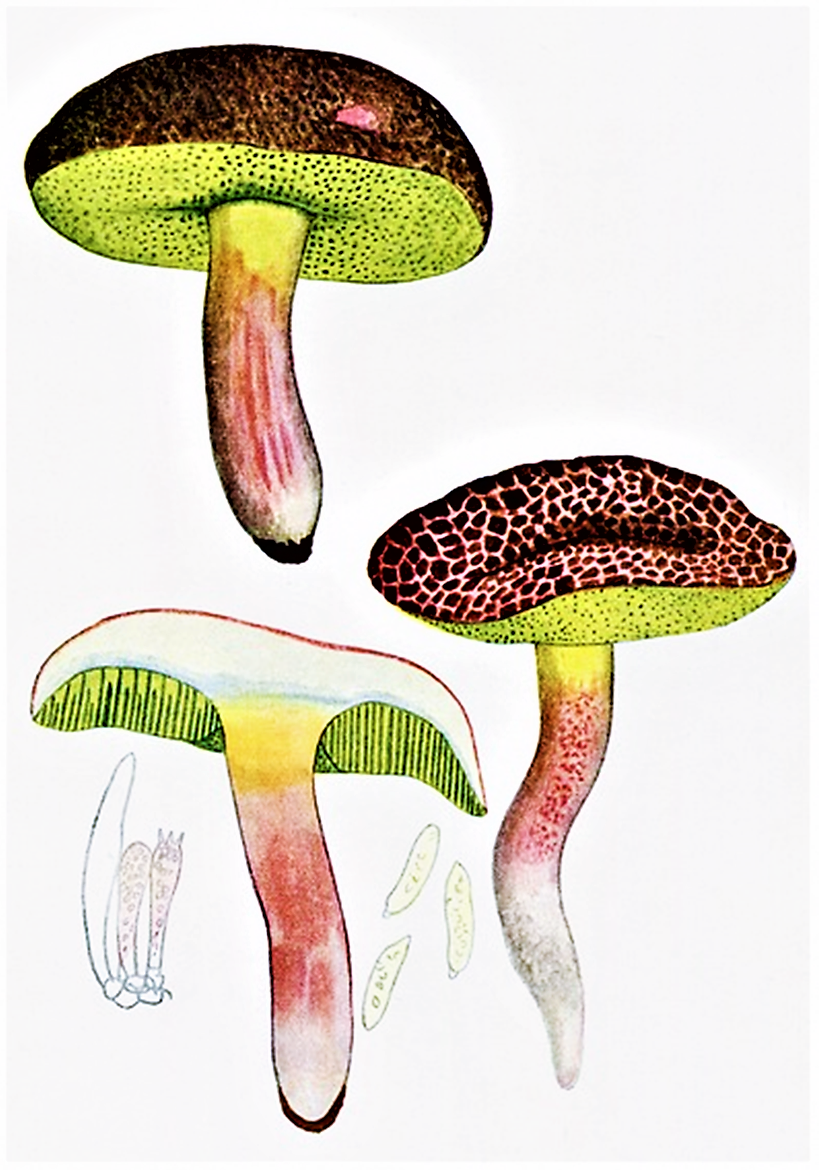
Bres.: Boletus chrysenteron

- Pălăria: are un diametru de 3-8 (10) cm, este destul de cărnoasă, inițial semisferică cu bordură răsfrântă în jos, apoi convexă, la bătrânețe plană cu marginea ondulată și despicată. Cuticula este catifelată, uscată și devreme brăzdată de crăpături adânci roșiatice sau purpurii. Coloritul variază tare: de la gălbui-brun, peste gri-maroniu, brun-roșcat la brun-măsliniu.
- Tuburile și porii: sporiferele sunt relativ lungi, aderente la picior, devenind cu vârsta bombate, la început palid galbene, apoi de un verzui-măsliniu. Porii de aceiași culuoare sunt destul de largi și unghiulari. Ei schimbă culoarea la leziune în albăstrui sau albastru-verzui.
- Piciorul: are o înălțime de 5-10 cm și o lățime de 0,8-1,5 (2) cm, este cilindric, deseori curbat, subțiat la bază, plin, cu fond galben până maroniu care este acoperit de mici pete roșcate, fiind direct sub pălărie complet roșu ca cireșele. La atingere tija se decolorează albastru.
- Carnea: este destul de tare în tinerețe, apoi moale (în tijă cam elastică), de culoare galbenă în picior respectiv albicios-gălbuie în pălărie precum sub cuticulă roșie. În cazul tăierii se albăstrește ușor. Mirosul este fructuos, unii spun „de pădure”, gustul fiind plăcut și dulceag.
- Caracteristici microscopice: are sporii măsliniu-maronii, elipsoidali, fusiformi cu o mărime de 13-15 x 5-6 microni.[5][6]
- Reacții chimice: buretele se decolorează în pălărie cu anilină după 40 de minute roșiatic, cu lactofenol violet la marginea cercului, cu hidroxid de potasiu palid brun-roșiatic, cu sulfat de fier gri și cu tinctură de Guaiacum după câteva minute albastru-verzui.[7] În special această ciupercă este deseori atacată de otrăvitorul burete de mucegai Hypomyces chrysospermus (mucegaiul hribului),la fel ca și Boletus subtomentosus. [8]

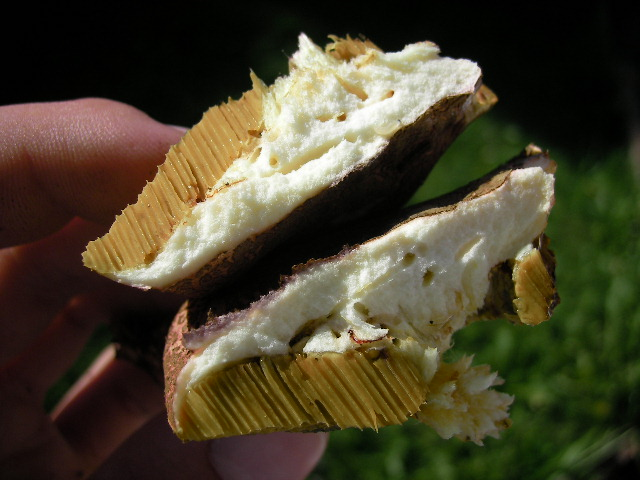
X. chrysenteron, tuburi
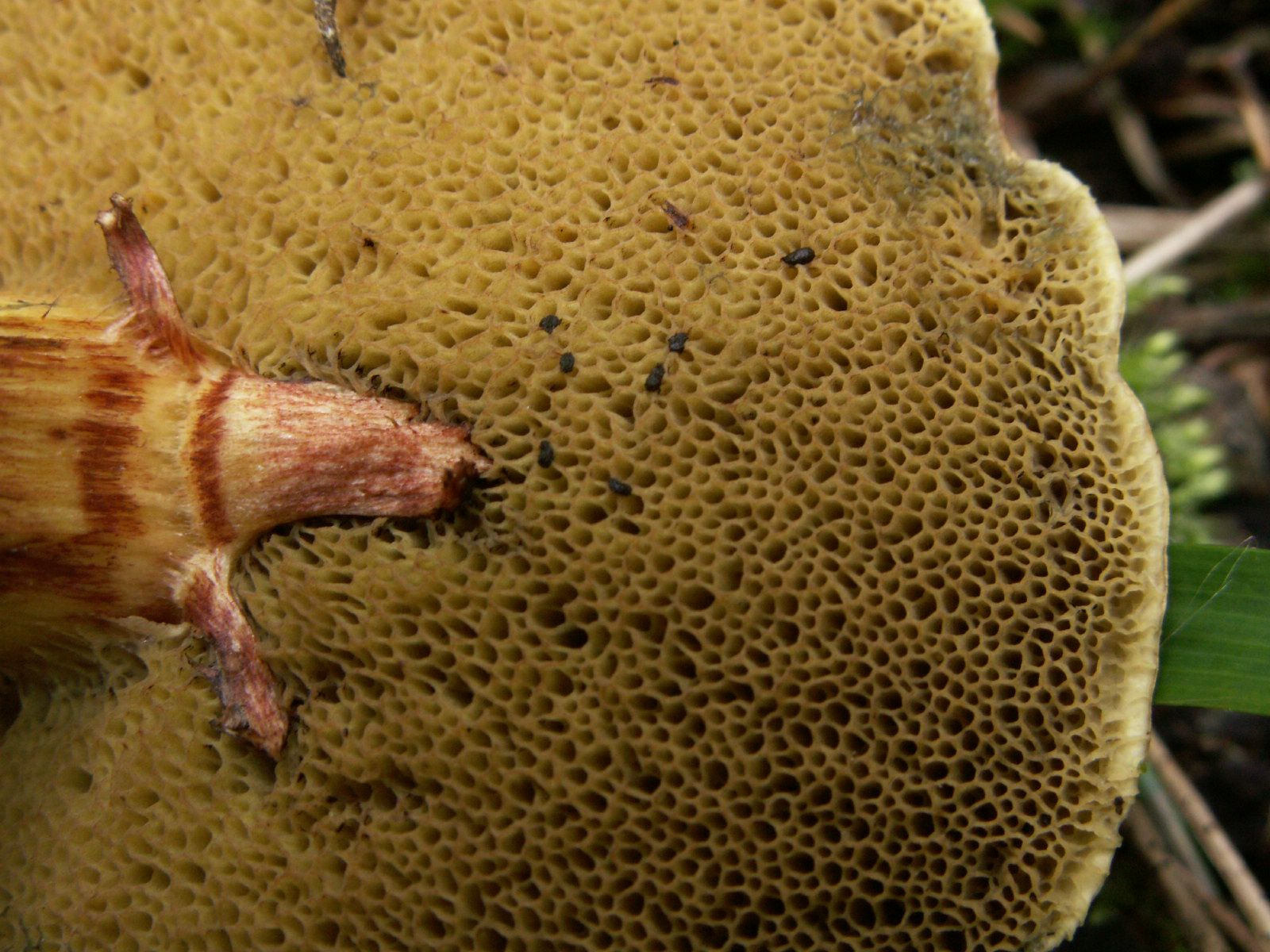
X. chrysenteron, pori
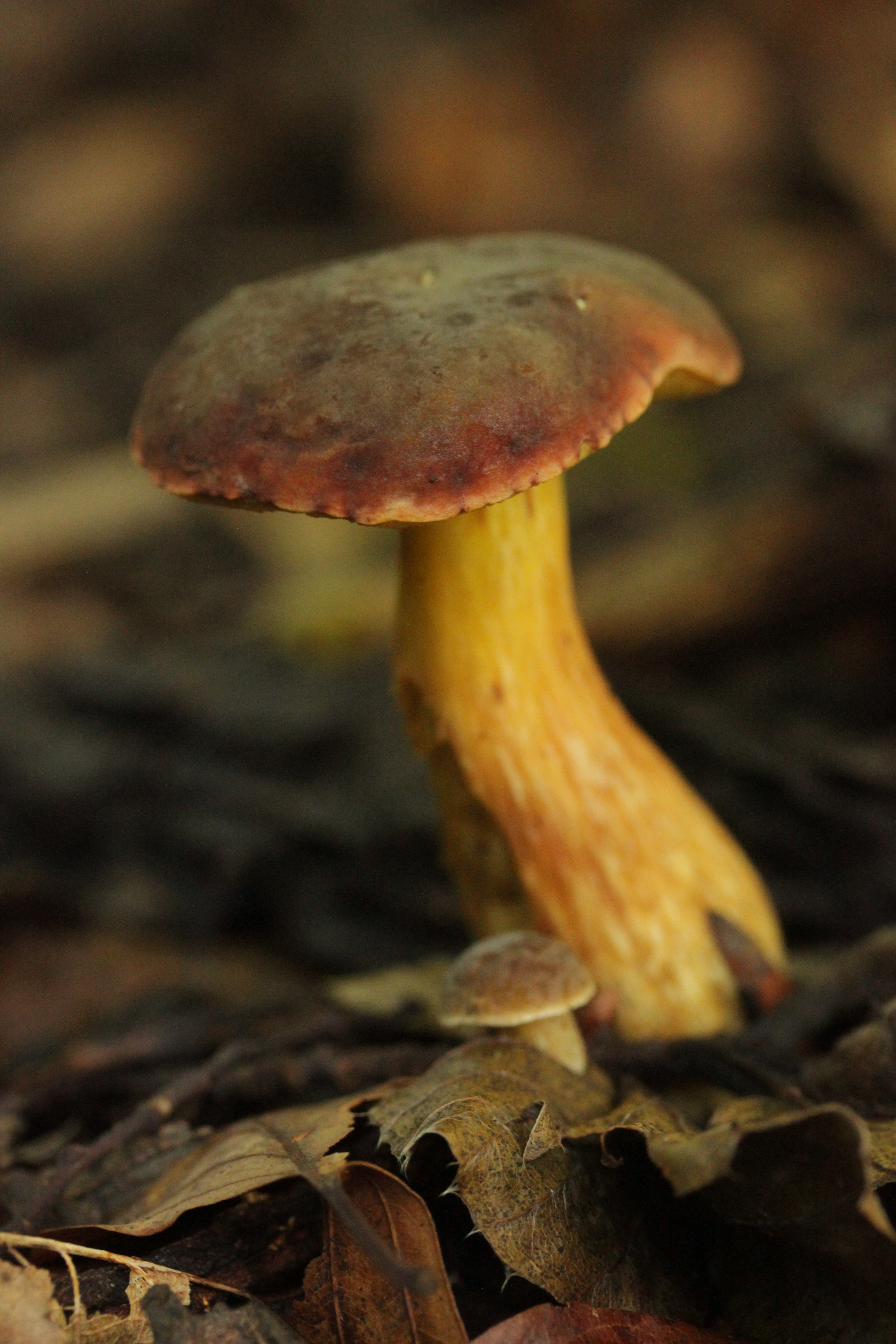
X. chrysenteron mai tânăr
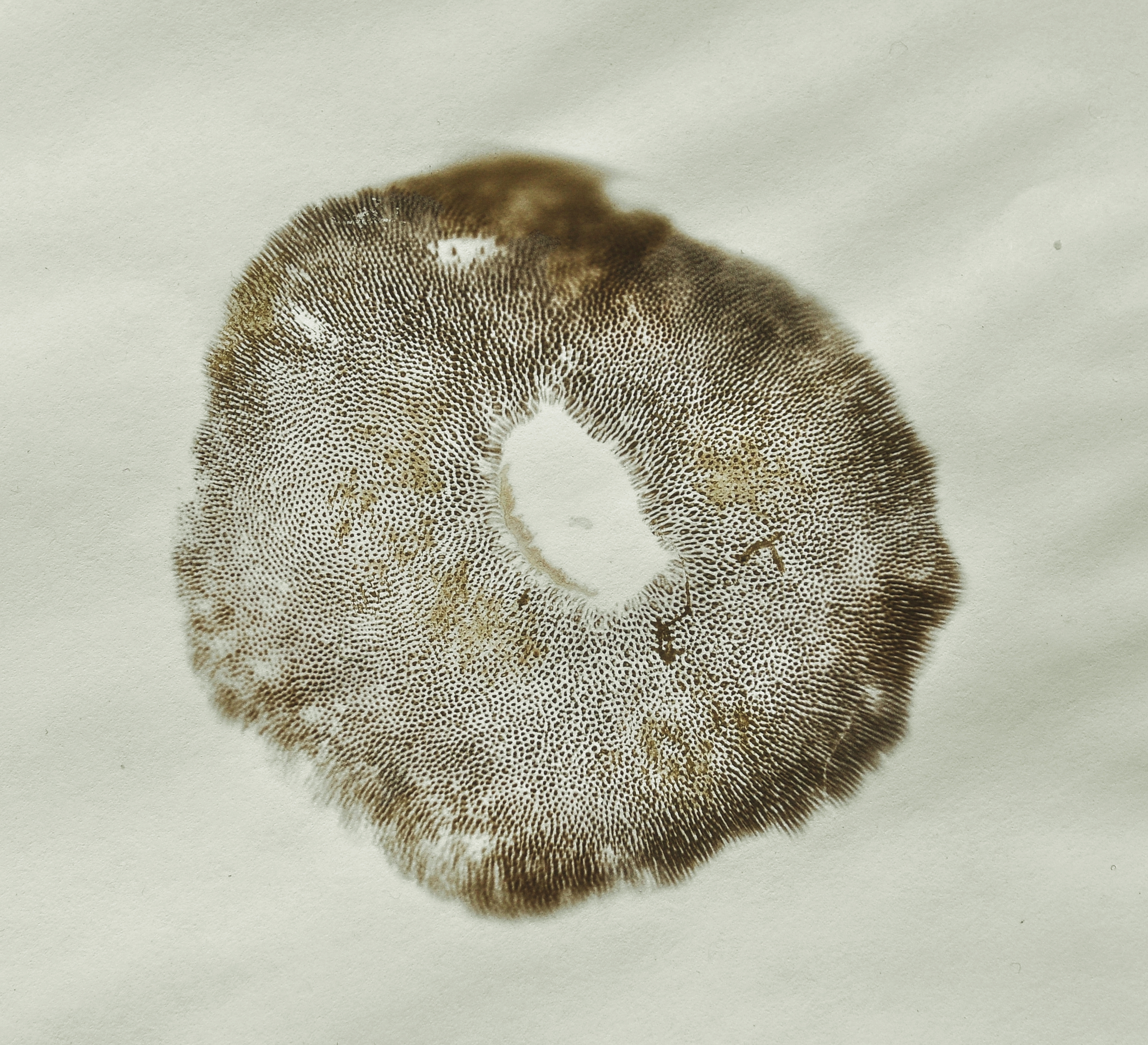
Imprimarea pulberii sporilor
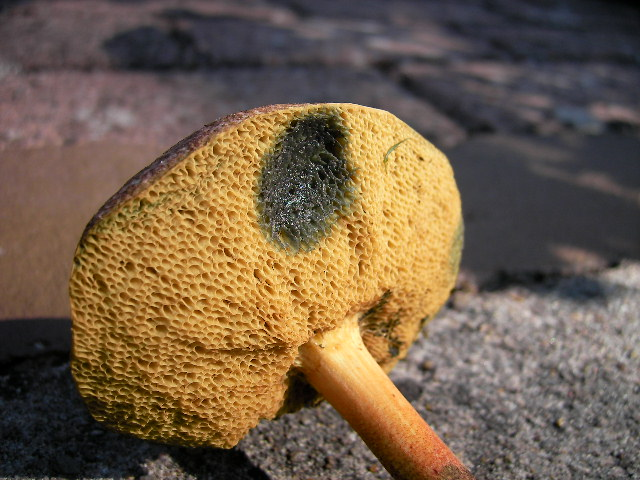
X. chrysenteron, decolorare la atingere
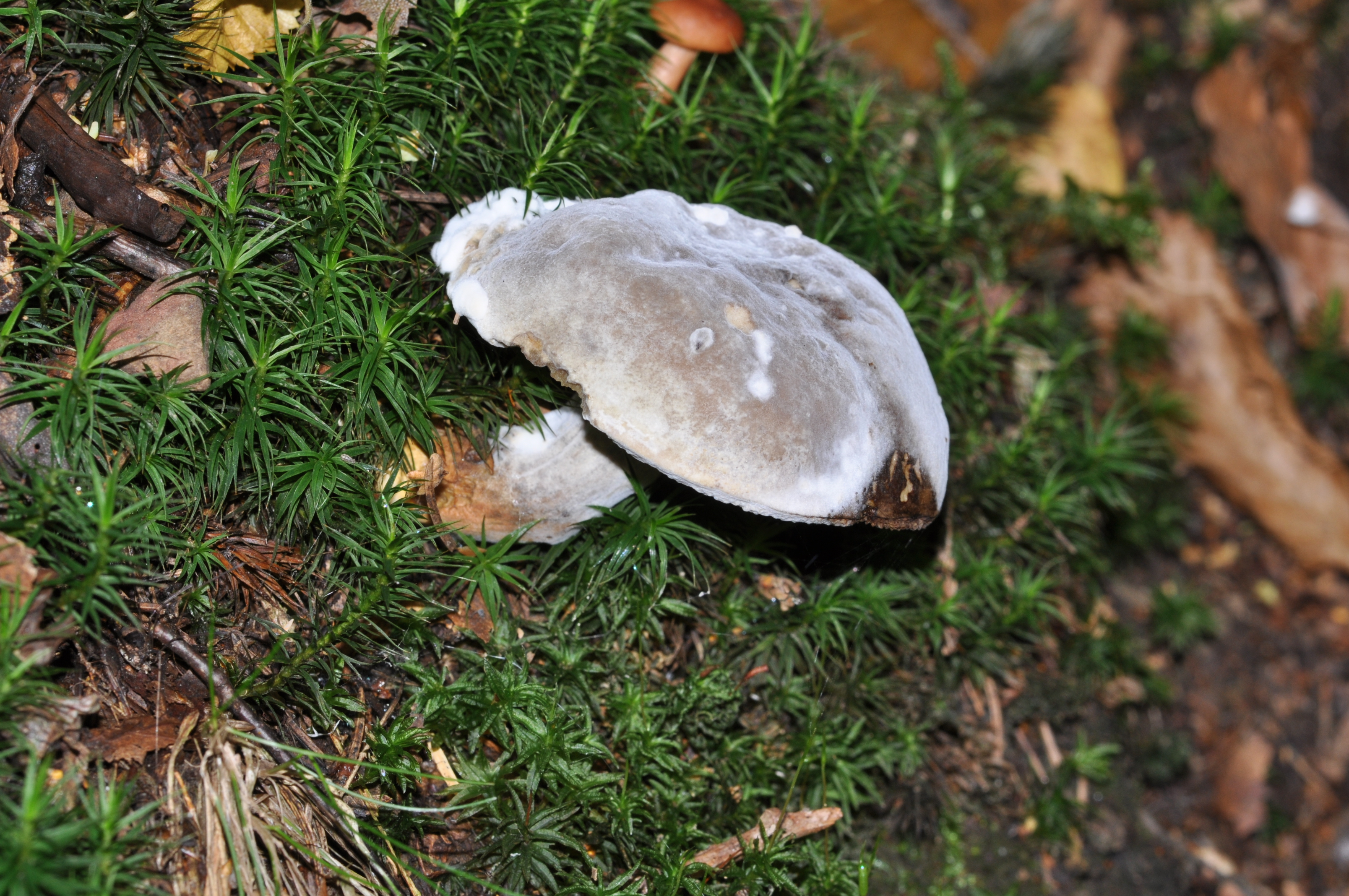
X. chrysenteron infectat cu Hypomyces chrysospermus

## Confuzii
Buretele poate fi confundat numai cu alte specii comestibile, în primul rând cu gemenul său, Xerocomellus porosporus sin. Boletus porosporus, Xerocomus porosporus (comestibil), dar, de asemenea și cu: Aureoboletus moravicus sin. Xerocomus moravicus, Boletus badius sin. Imleria badia, Boletus ferrugineus sin. Xerocomus ferrugineus, Boletus subtomentosus, Buchwaldoboletus lignicola sin. Pulveroboletus lignicola, Chalciporus piperatus, sin. Boletus piperatus, Gyrodon lividus, Gyroporus castaneus, Leccinellum crocipodium sin. Leccinum crocipodium (comestibil), Pseudoboletus parasiticus, Suillus bovinus, Suillus cavipes, Suillus granulatus, Xerocomellus pruinatus sin. Boletus pruinatus, Xerocomus pruinatus (comestibil), Xerocomellus rubellus sau Xerocomellus zelleri sin. Boletus zelleri

## Specii asemănătoare

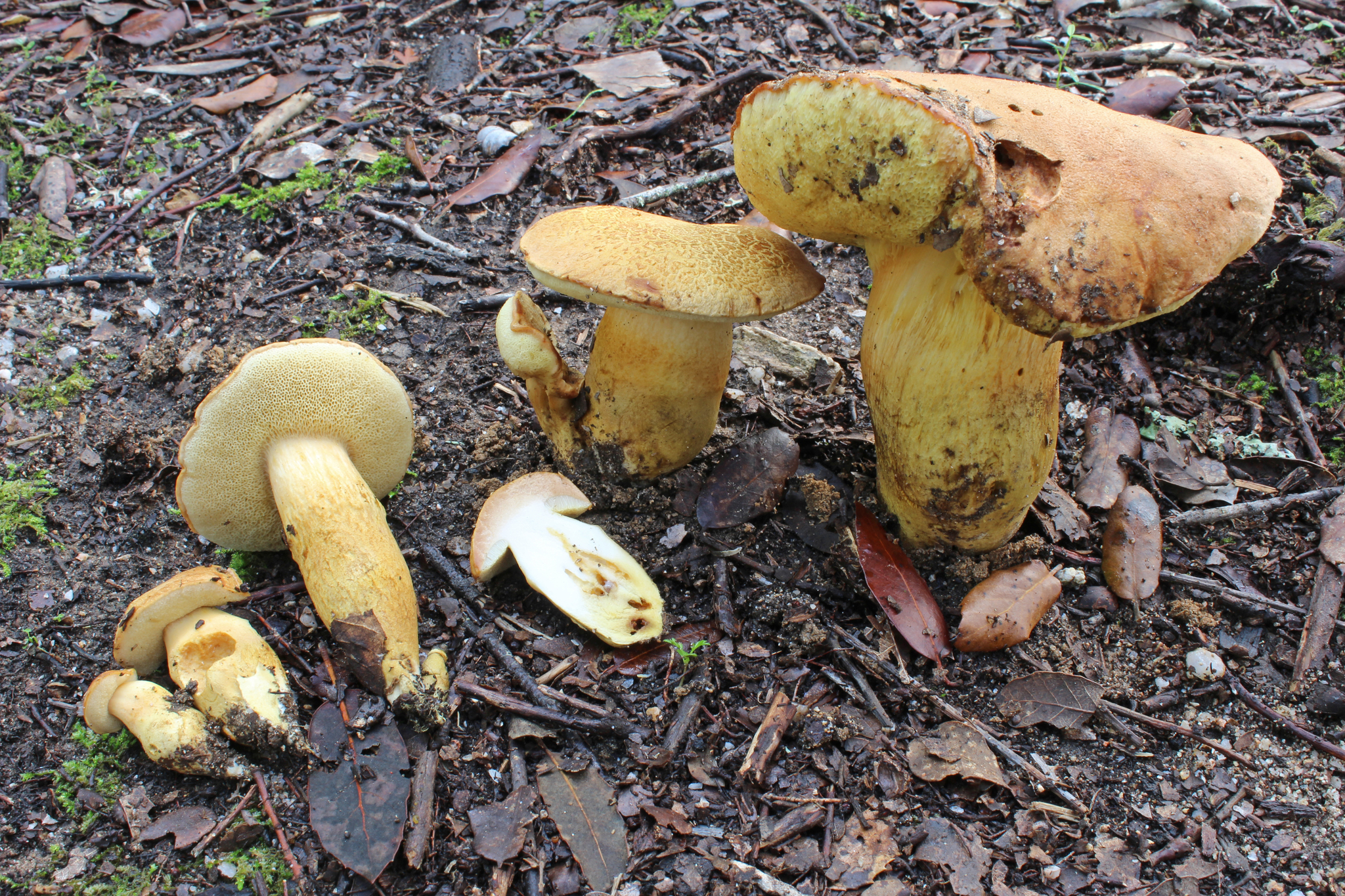
Aureoboletus moravicus sin. Xerocomus moravicus
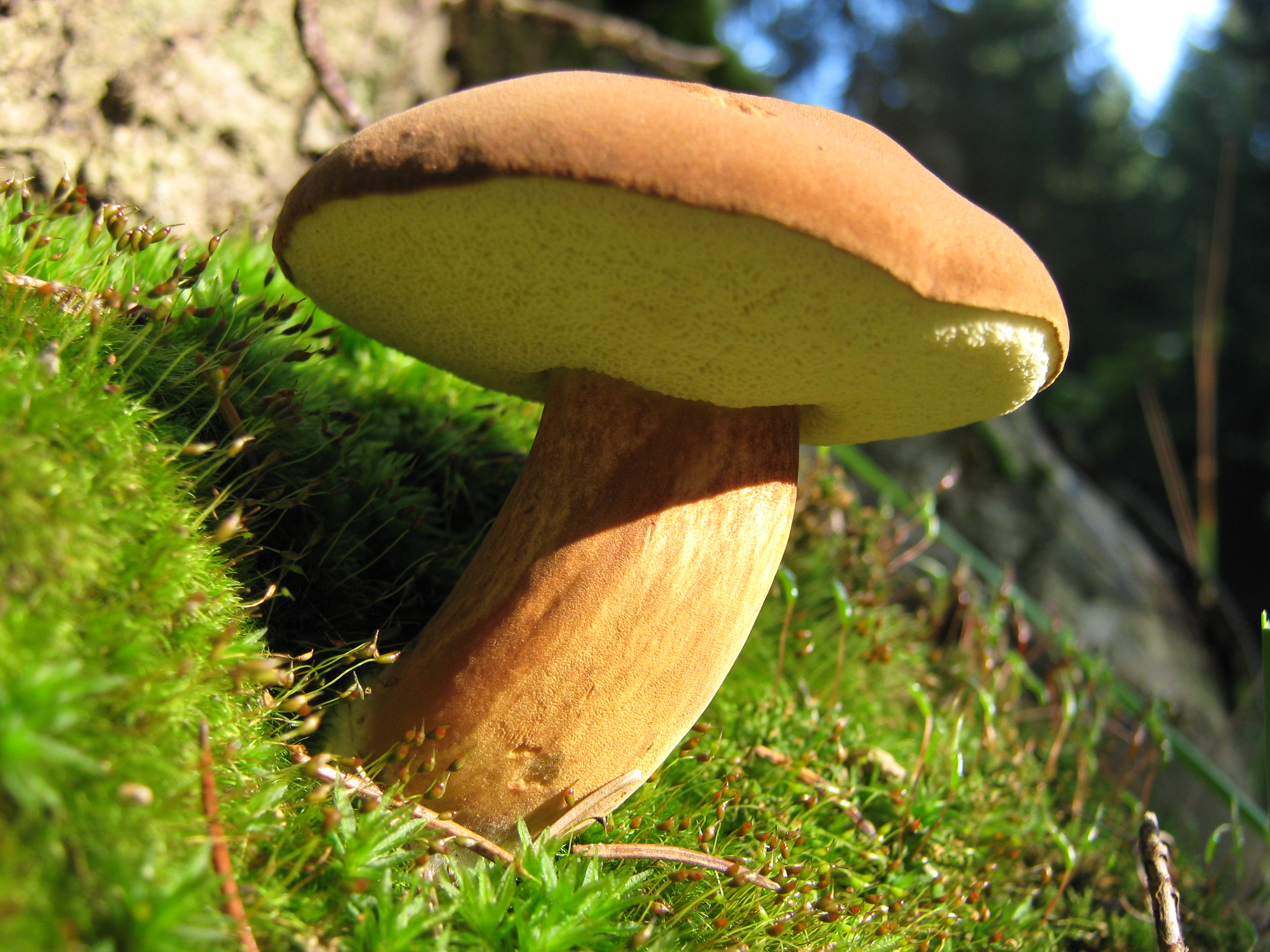
Boletus badius
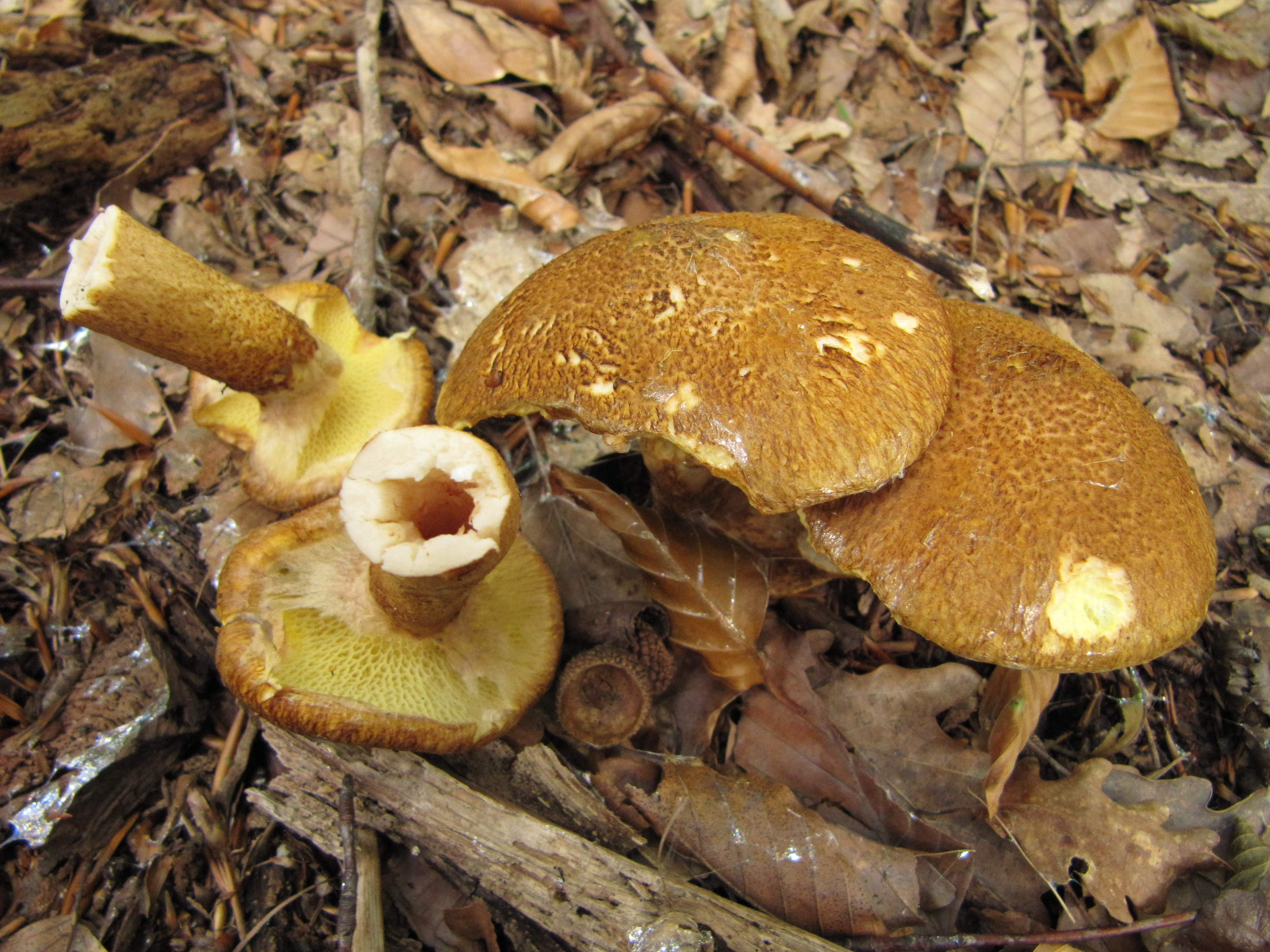
Boletus cavipes
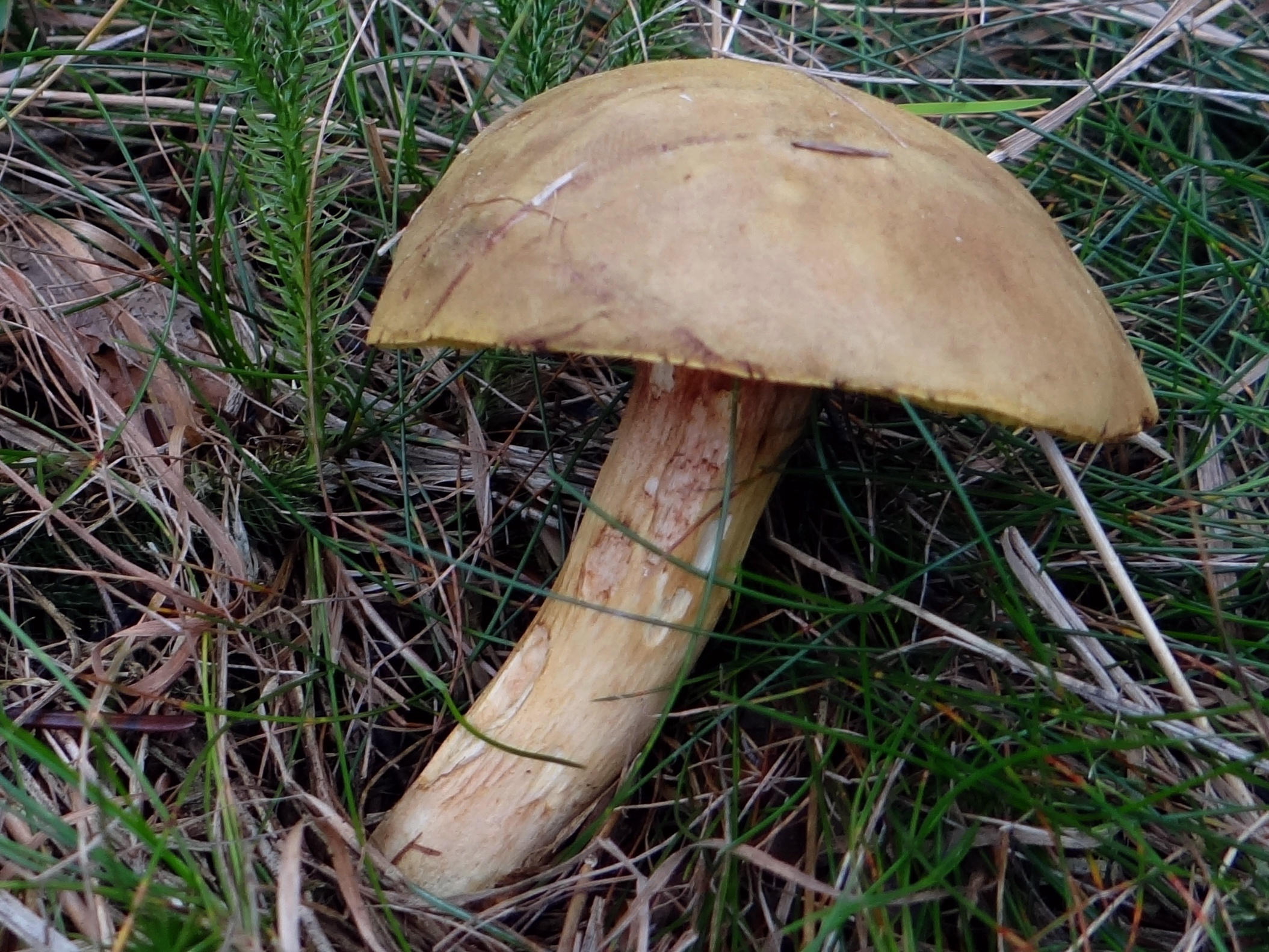
Boletus ferrugineus
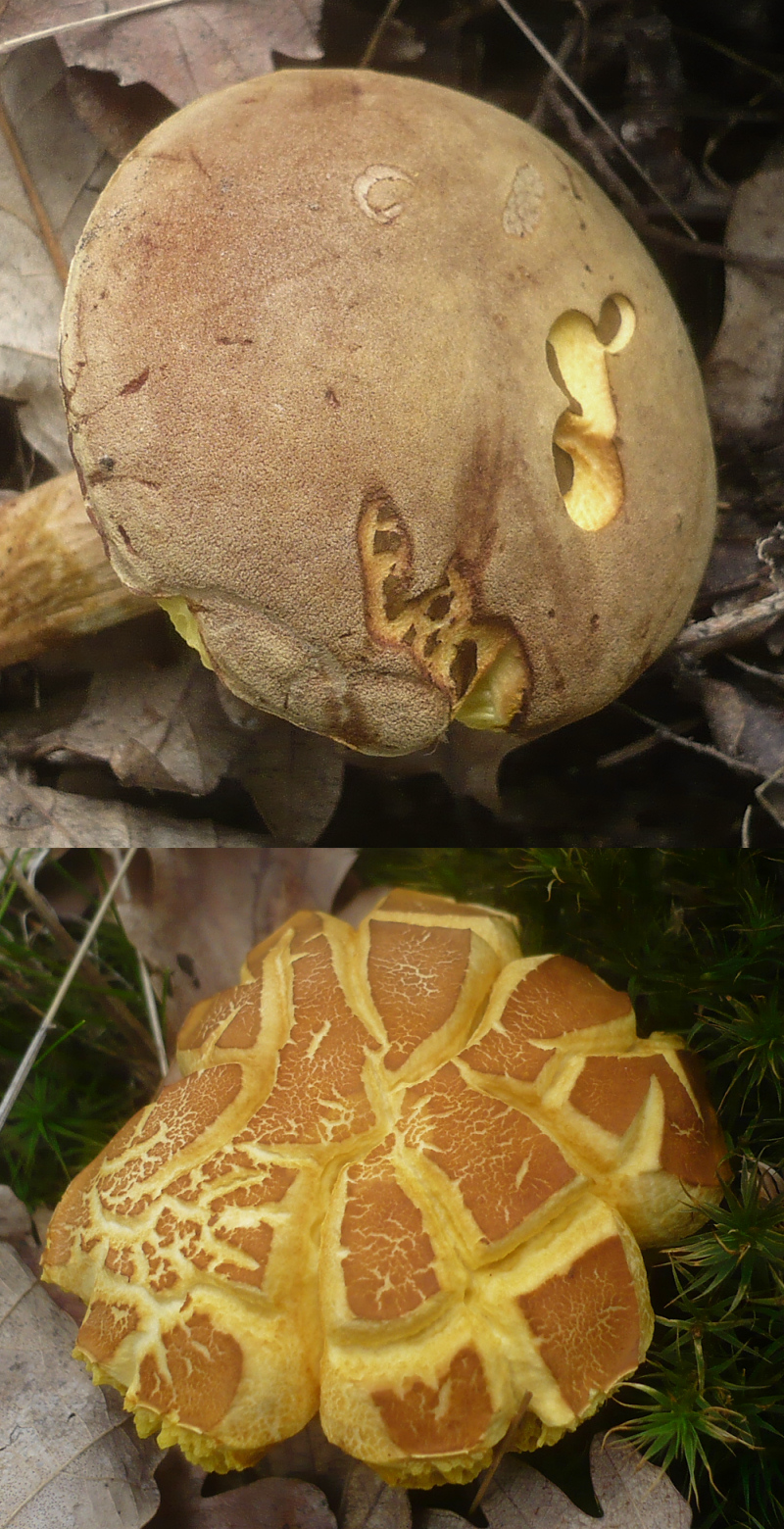
Boletus subtomentosus
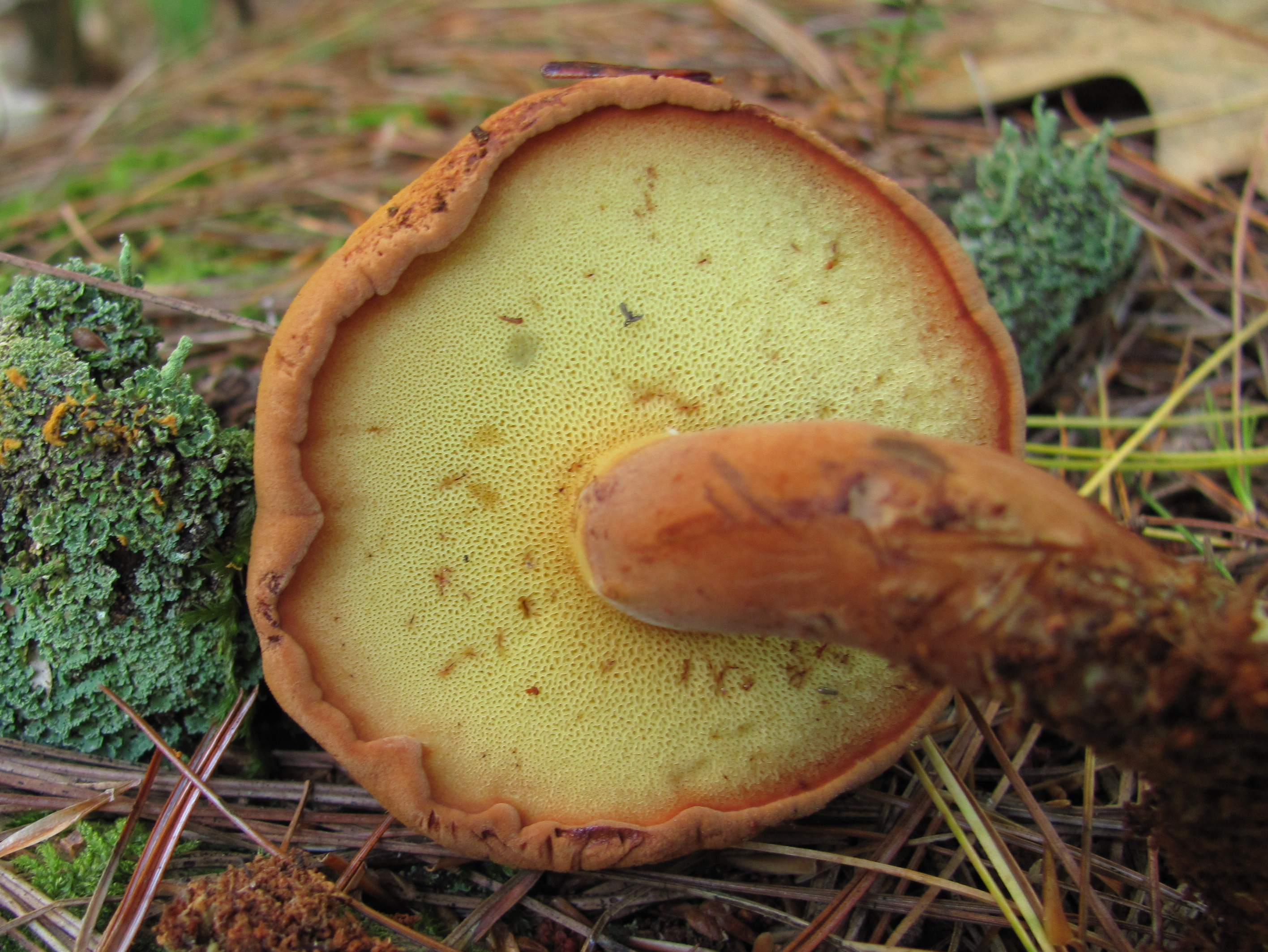
Buchwaldoboletus lignicola

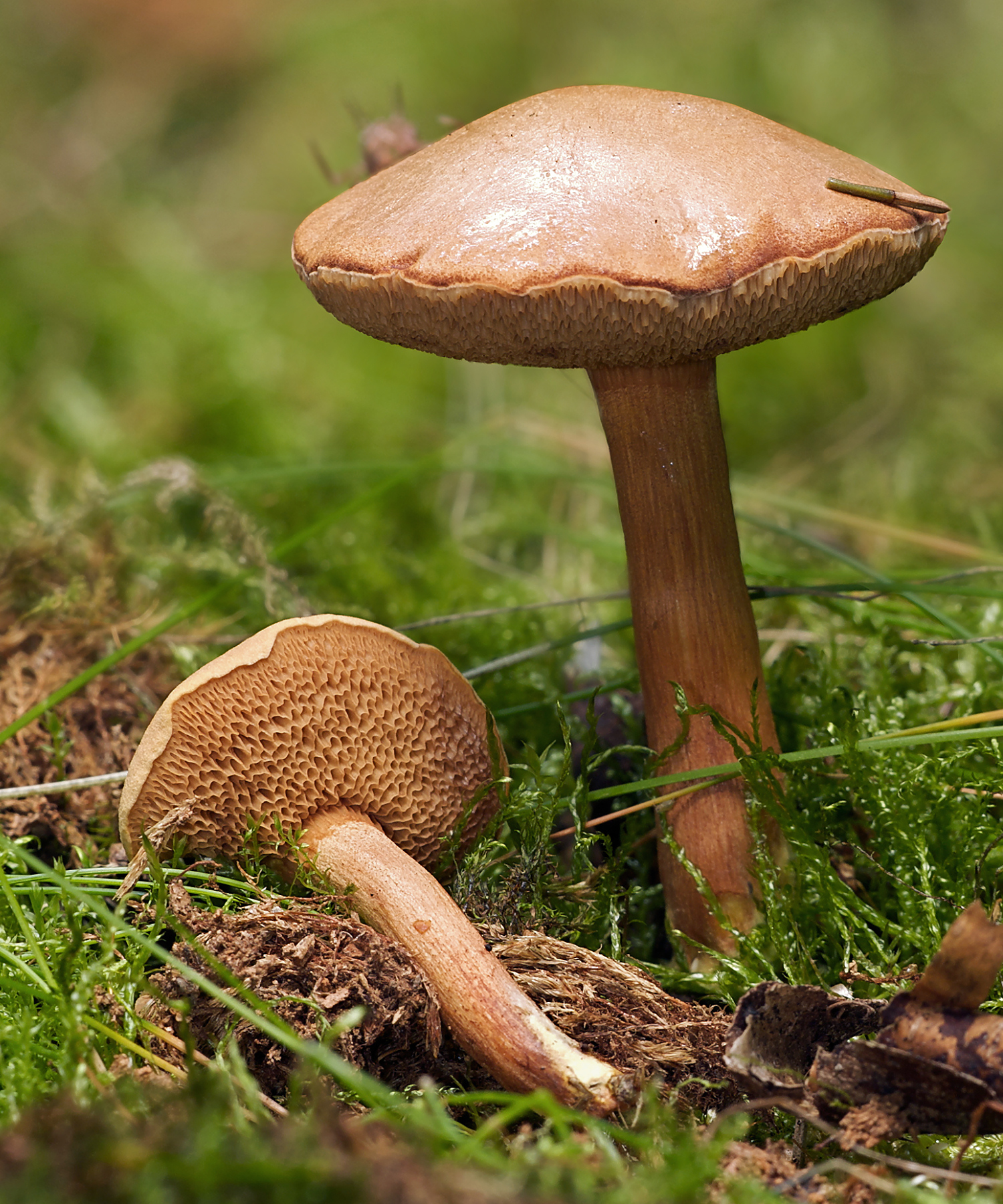
Chalciporus piperatus
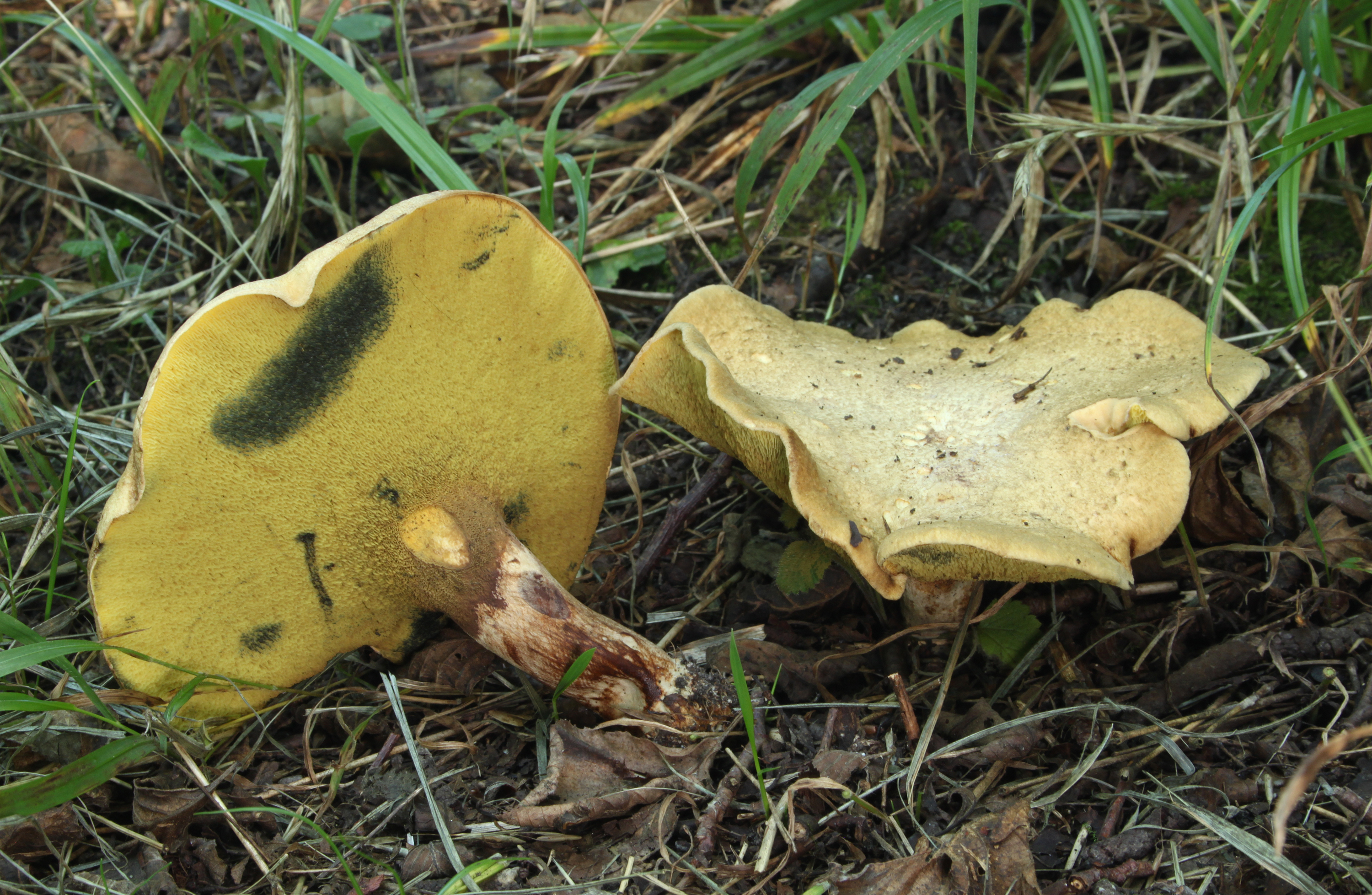
Gyrodon lividus
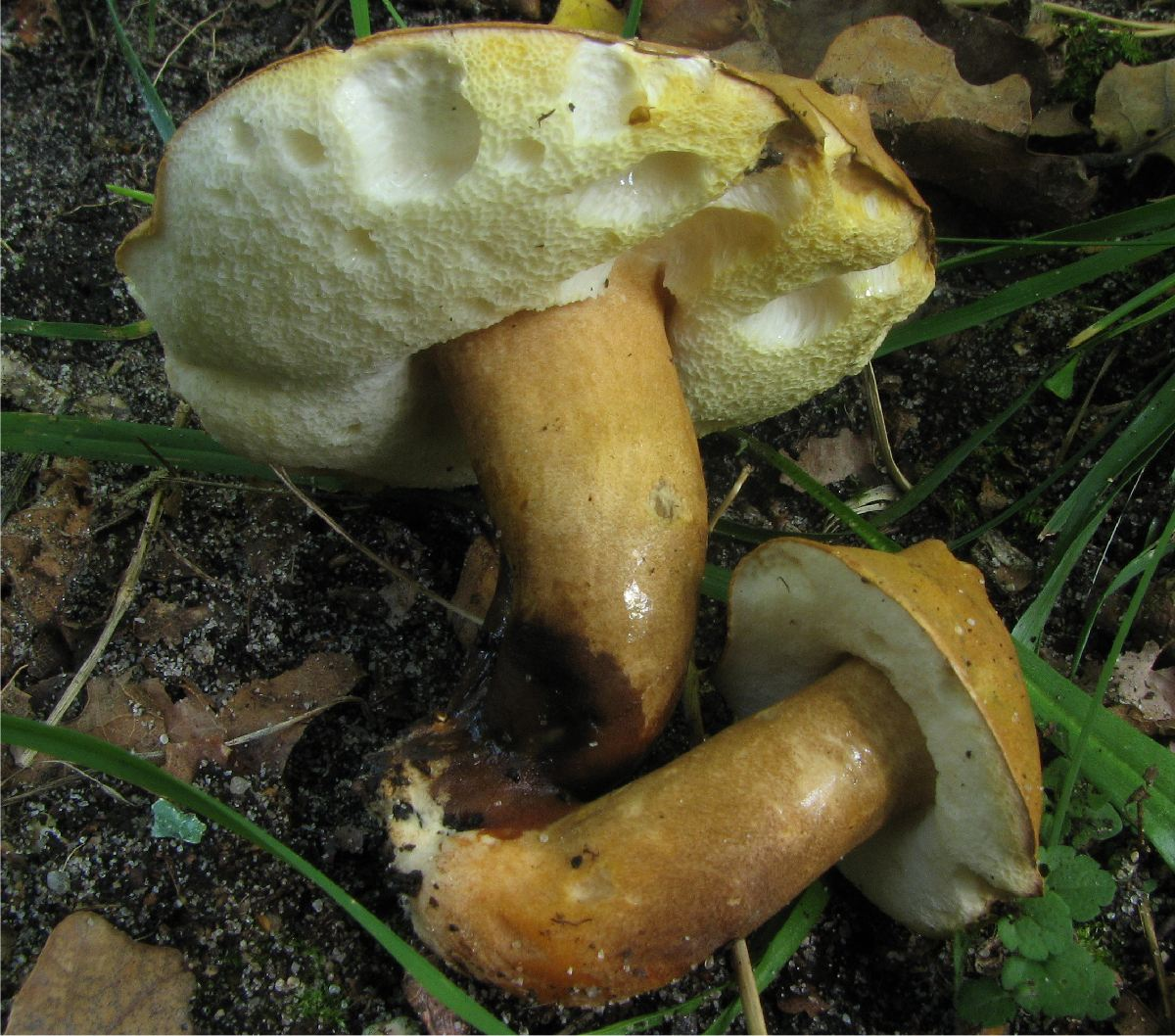
Gyroporus castaneus
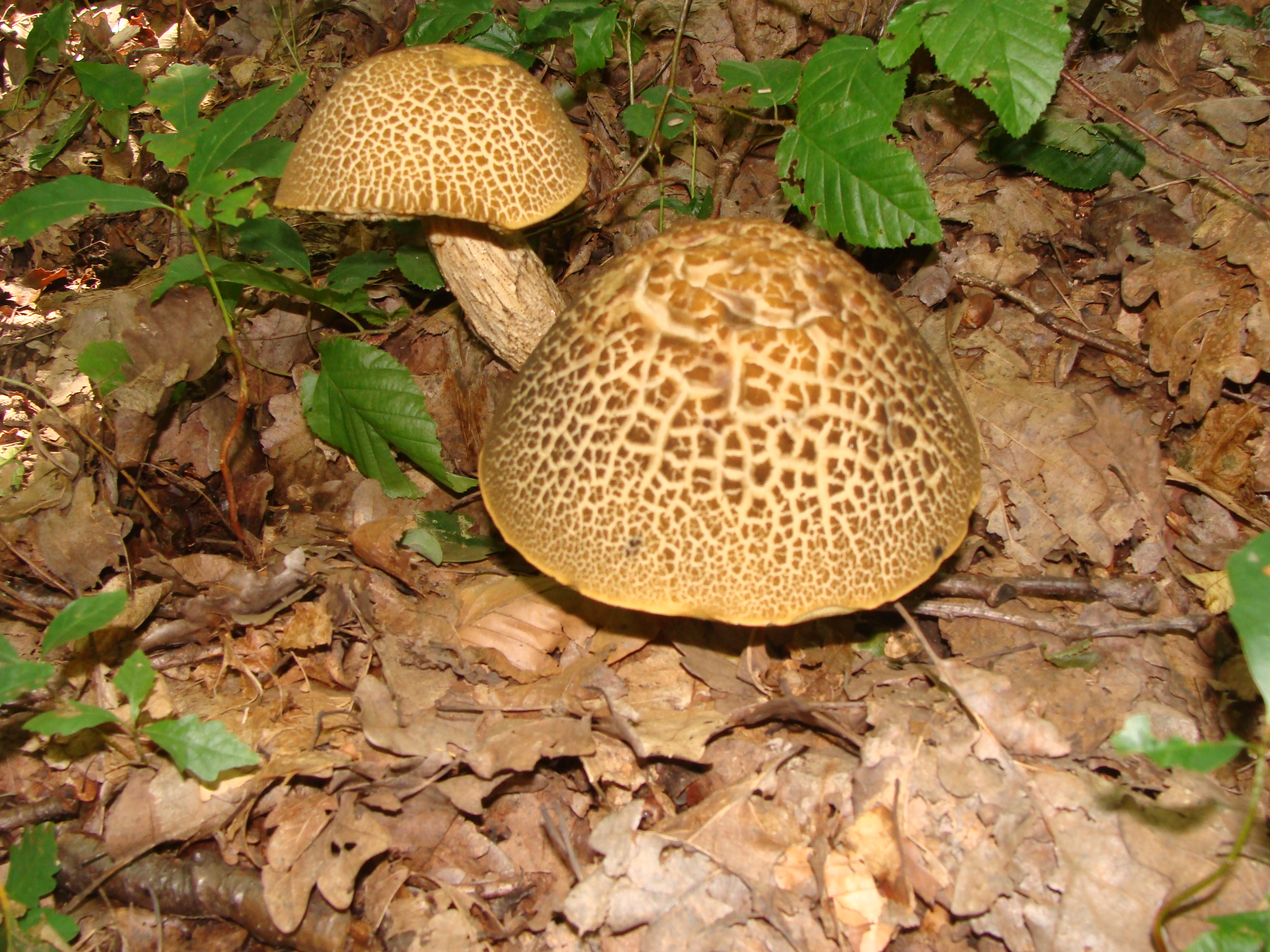
Leccinum crocipodium
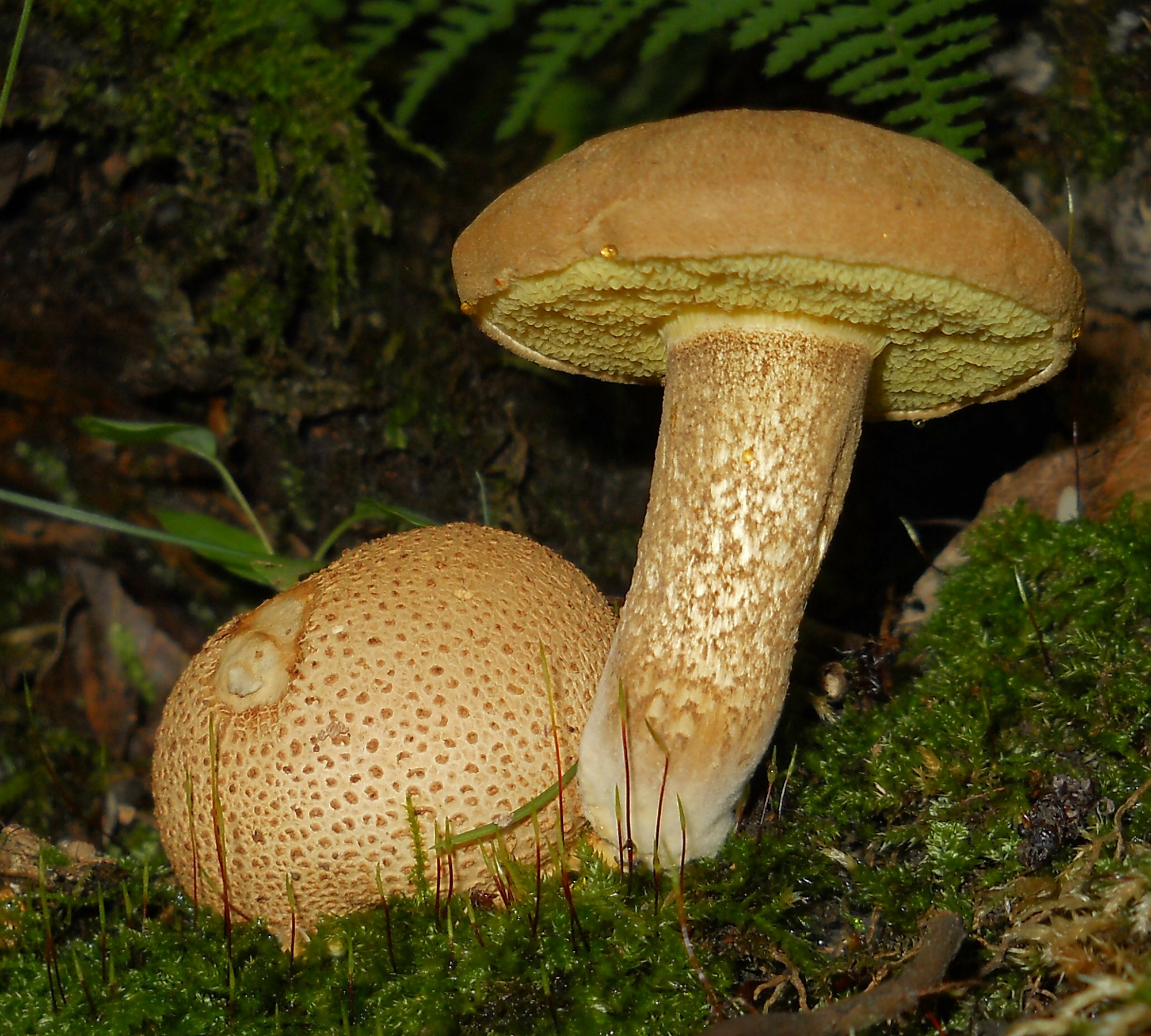
Pseudoboletus parasiticus
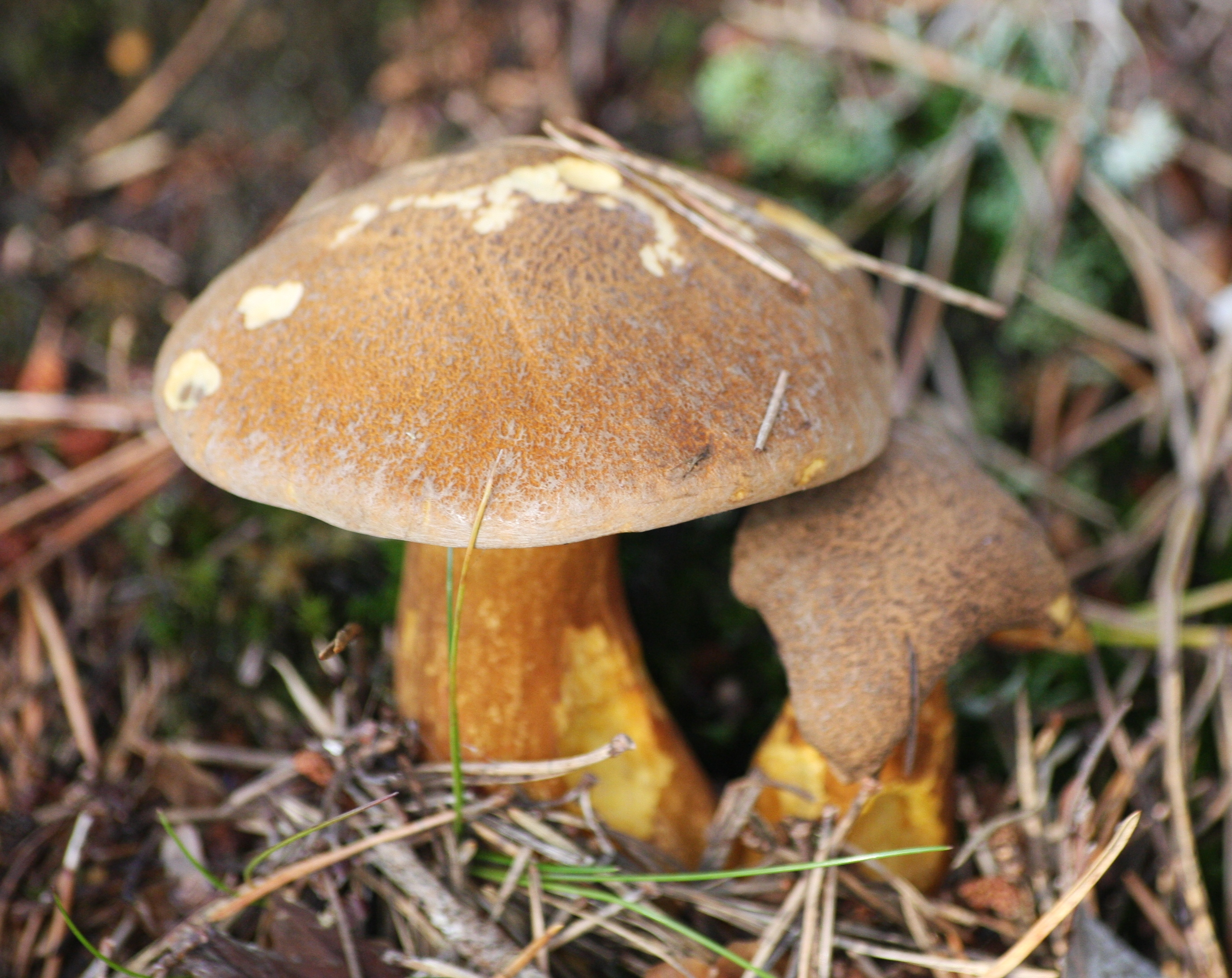
Suillus bovinus

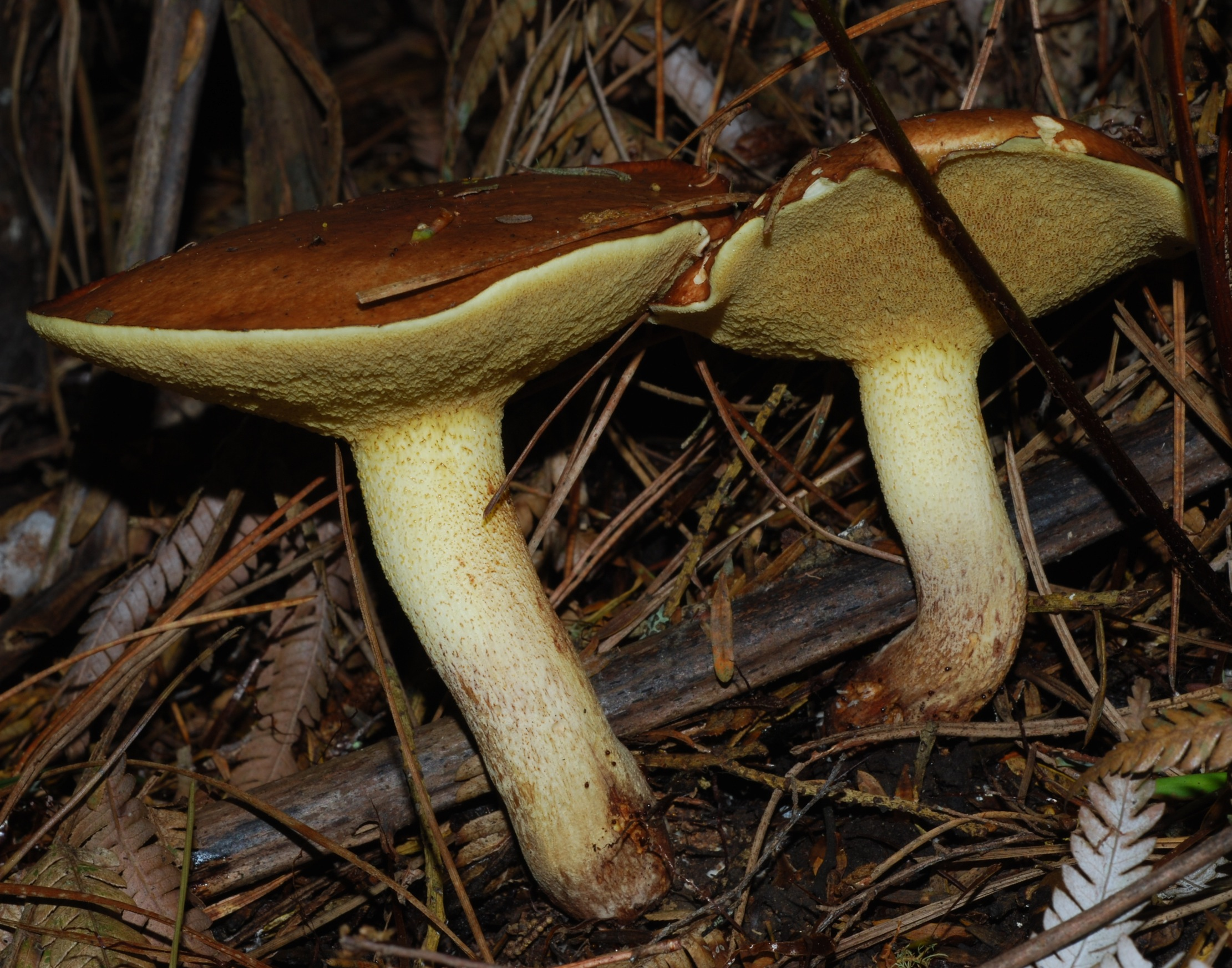
Suillus granulatus
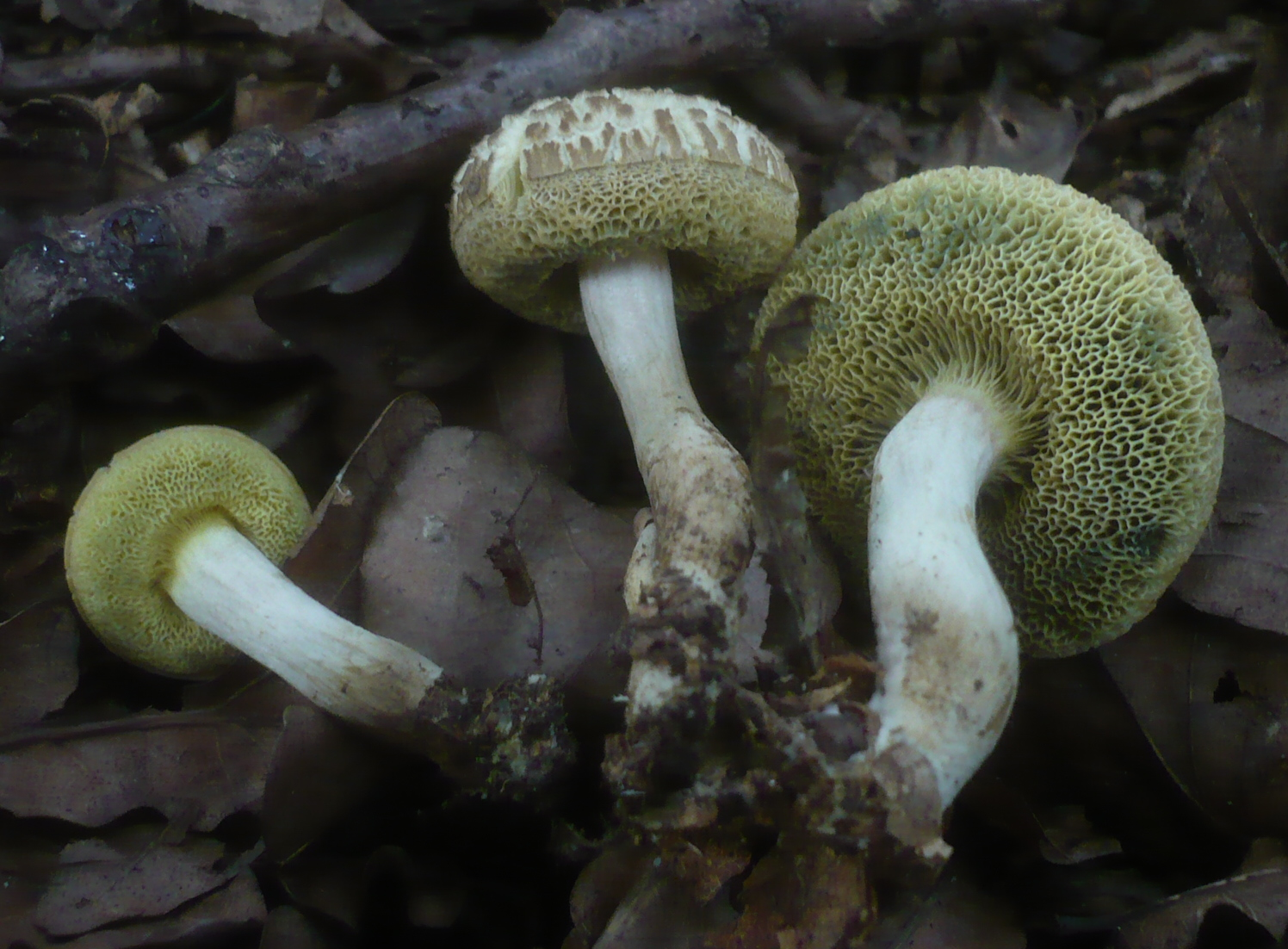
Xerocomellus porosporus
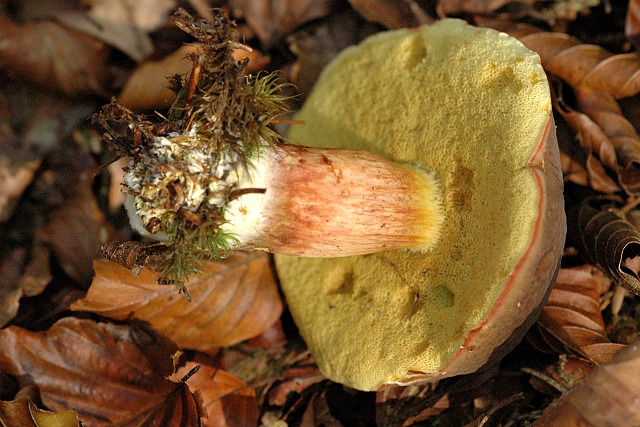
Xerocomellus pruinatus
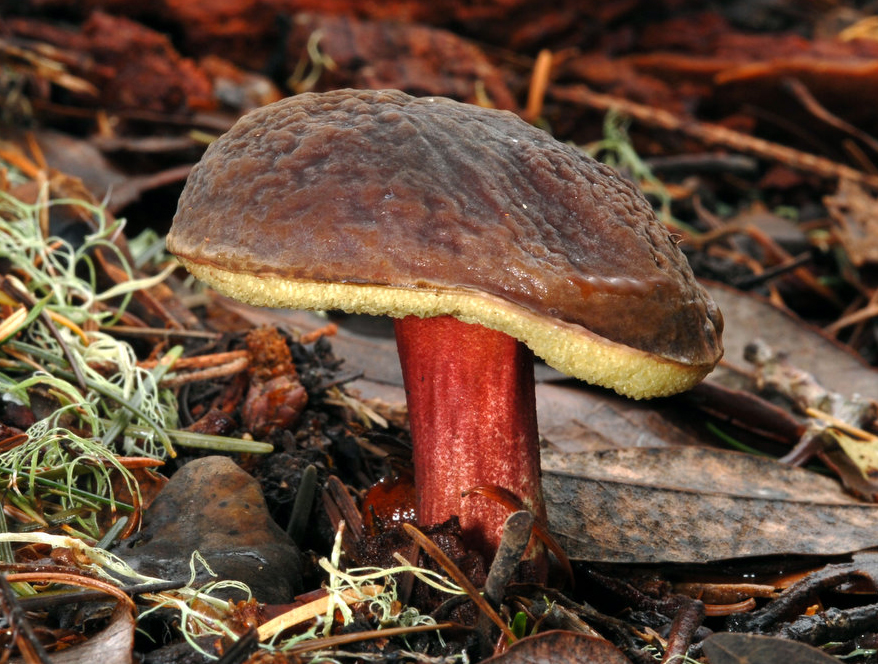
Xerocomellus zelleri
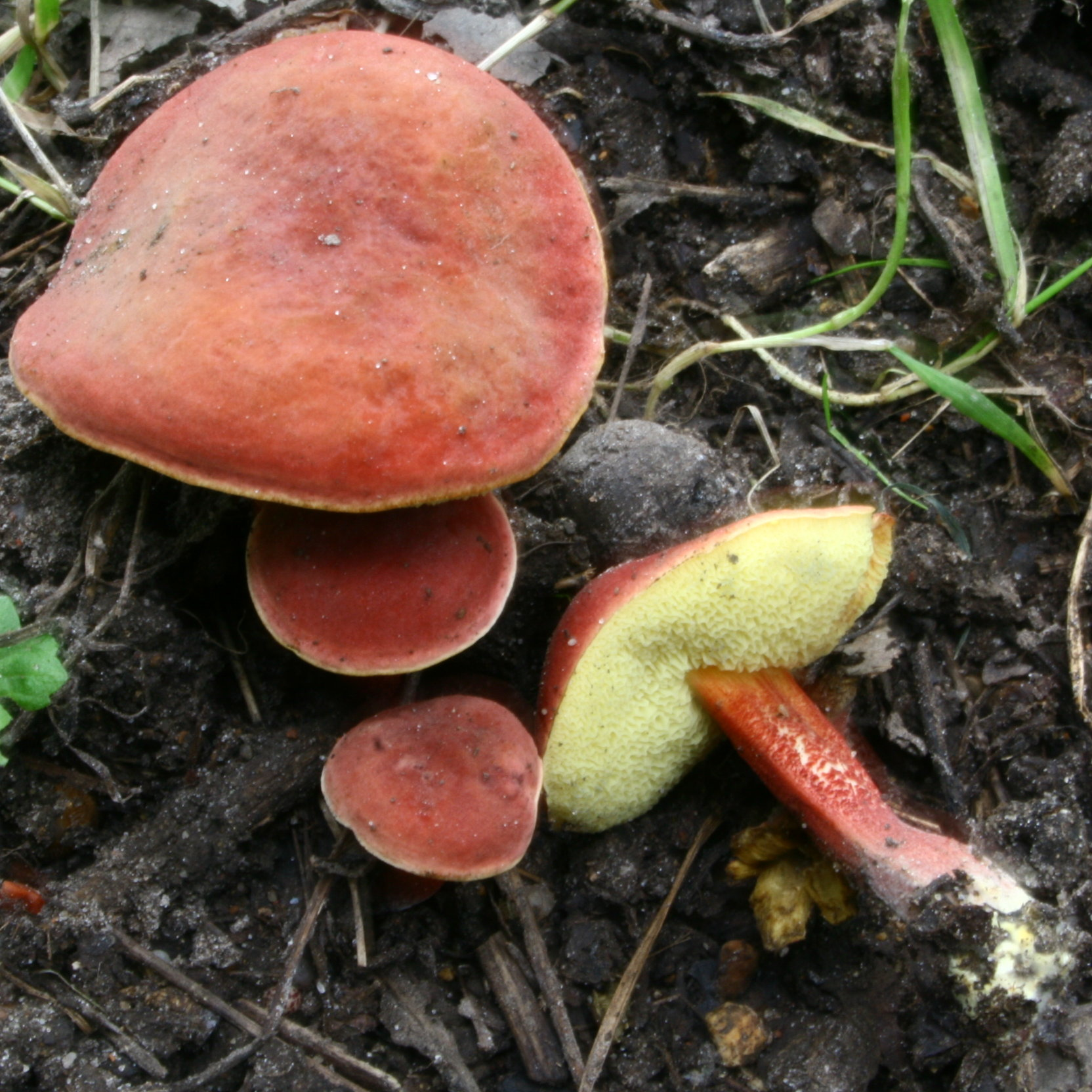
Xerocomus rubellus

## Valorificare
Acest burete este destul de gustos. Deși ceva mai mic, el poate fi pregătit în bucătărie ca hribul murg. La exemplare mai bătrâne îndepărtați porii precum piciorul.